# Breath of Fire II: The Fated Child
Breath of Fire 2: The Fated Child (ブレス オブ ファイアII 使命の子?   traducido como El Niño Destinado) es el segundo título de la serie de Breath of Fire. Fue lanzado para Super Nintendo en Japón en 1994, y en Estados Unidos en 1996, por Capcom. Laguna lo publicó en Europa en 1996. Más tarde fue relanzado para GBA en Japón y Estados Unidos en el 2001 y 2002 respectivamente.

## Historia
La historia tiene lugar en un mundo ficticio sin un nombre en particular, habitado por  seres humanos y criaturas de razas antropomorfas que conviven entre sí. En este mundo, la mayoría de las personas practican una nueva religión referida simplemente como Iglesia de St. Eva, olvidando la creencia previamente existente en el Dios Dragón (aparecida en el anterior Breath of Fire).
El juego nos narra la historia de un niño llamado Ryu Bateson desde sus seis años. Ryu es despertado por su padre, un pastor Ebanista llamado Ganer, el cual le pide ir a buscar a su hermana, Yua. El niño la encuentra frente a un enorme dragón durmiente en las afueras de su pueblo, Gate. Cuando vuelve al pueblo pocos minutos después de separarse de su hermana y padre, nadie en Gate parece acordarse de él o de su familia.
Después de estos acontecimientos, Ryu conoce a un niño del clan de los Corre Pasto, llamado Bow Doggy, el cual le incita a escapar de Gate. Buscando protección de una tormenta fuera del pueblo, terminan en una cueva, donde un demonio ataca a Ryu y lo noquea.
Diez años después, Ryu ha crecido y habita en HomeTown con Bow, donde ambos tienen un trabajo como cazadores, es decir, aceptan todo tipo de misiones de los habitantes de la región. Inicialmente desean ser tomados como cazadores serios, sin embargo, se les asigna la fácil tarea encontrar el cerdo mascota de la princesa de Windia. Tras varios eventos a consecuencia de esta misión, Bow escapa de HomeTown con Ryu, y de aquí la historia se va desarrollando en espiral hasta que Ryu se encuentra cara a cara con su pasado y descubre su destino de desenmascarar a la iglesia de St. Eva y destruir a una entidad conocida como La Cicatriz, producto de un conflicto ancestral entre un dragón y una diosa.

### Personajes
Breath of Fire 2: The Fated Child posee nueve personajes que el jugador puede controlar a su parecer, incluyendo un personaje secreto. Cada personaje tiene habilidades especiales tanto en batalla como en la exploración.
- Ryu Bateson, El Niño Destinado. Ryu es el protagonista de la historia. Es descendiente del clan dragón, es decir, tiene la habilidad de transformarse en un dragón, aunque de todos los personajes es el más similar a un humano. Su habilidad especial es la pesca, y en batalla se puede curar a sí mismo dependiendo del daño que haya recibido. Para pelear, Ryu usa espadas.
  - Clan: Dragón de Luz.
  - Edad: 16 años.
  - Fecha de Nacimiento: 01/05.
  - Altura: 167 cm.
  - Peso: 57 kg.
  - Tipo de Sangre: A.

- Bow Doggy (llamado Boche en la versión japonesa), Compañero. Este ser con rasgos caninos es dadivoso y de buen corazón, y aprecia a Ryu como su amigo por sobre todas las cosas. Su habilidad especial es la de cazar animales con su ballesta, la cual usa como arma de batalla. Además, en un conflicto, Bow puede arriesgarse y usar una habilidad que, si funciona, mata al enemigo instantáneamente, o falla. Bow puede usar varios hechizos curativos que lo hacen bastante útil.
  - Clan: Corredor de Pasto.
  - Edad: 15 años.
  - Fecha de Nacimiento: 16/12.
  - Altura: 156 cm.
  - Peso: 60 kg.
  - Tipo de Sangre: B.

- Rand Marks, Tipo Duro. Es el más viejo del equipo, y tiene apariencia de armadillo. Trabajaba de granjero y constructor, pero abandonó su pueblo para buscar fortuna en la ciudad. Rand puede viajar rápidamente enrollándose como armadillo y rodar a través del mundo sin tener que enfrentarse a sus enemigos. En batalla usa sus puños como arma, y puede despertar a un personaje inconsciente como habilidad especial. También puede usar ciertas magias curativas y otras ofensivas.
  - Clan: Caparazón de Armadura.
  - Edad: 32 años.
  - Fecha de Nacimiento: 14/03.
  - Altura: 218 cm.
  - Peso: 140 kg.
  - Tipo de Sangre: A.

- Katt Chuan (llamada Rinpoo en la versión Japonesa), Linda Dinamita. Una joven chica con apariencia felina que se gana la vida peleando en un coliseo, se une a Ryu tras circunstancias poco favorables para ambos. Katt puede cazar animales como Bow, pero usando un bastón, su arma de ataque. En batalla, puede usar una habilidad que "provoca" a los enemigos a atacarla solamente a ella. Puede usar unos pocos hechizos ofensivos.
  - Clan: Felina.(Woren Clan)
  - Edad: 16 años.
  - Fecha de Nacimiento: 19/04.
  - Altura: 154 cm.
  - Peso: 42 kg.
  - Tipo de Sangre: O.

- Nina Windia, Ala Oscura. Es la princesa alada del reino de Windia. Sus alas son negras, y debido a una creencia tradicional de su tierra, Nina fue expulsada de su posición real por sus padres y exiliada del reino. Nina tiene un carácter sereno y reservado, pero termina abriéndose al grupo. Su habilidad especial es la de volar sobre agujeros para evitar que el grupo caiga en trampas de esa índole. En batalla, Nina usa su "voluntad" para regenerar su poder mágico. Considerando que es capaz de invocar potentes hechizos ofensivos, es una habilidad muy útil.
  - Clan: Alado.
  - Edad: 17 años.
  - Fecha de Nacimiento: 09/10.
  - Altura: 160 cm.
  - Peso: 34 kg.
  - Tipo de Sangre: AB.

- Sten Legacy, Mono Bromista. Sten es el miembro de un clan simiesco cuya jerarquía militar es muy reconocida; como casi todos los miembros del grupo, Sten huye de su pasado en su clan por circunstancias desconocidas. Es un personaje muy bromista, aunque algo perezoso y cobarde. Puede alargar sus brazos para cruzar ciertas distancias si lidera al grupo, y en batalla, puede "hacerse el muerto" para evitar que los enemigos lo ataquen. Usa una cuchilla para defenderse y ciertas magias de fuego.
  - Clan: Tierra Alta.
  - Edad: 20 años.
  - Fecha de Nacimiento: 15/07.
  - Altura: 169 cm.
  - Peso: 60 kg.
  - Tipo de Sangre: B.

- Ekal Hoppa de pe Jean (llamado Tapeta en la versión japonesa), Hombre Feliz. Jean es el príncipe de SimaFort, reino de un clan de gente con aspecto anfibio, que tuvo la desgracia de enamorarse de una bruja que lo transformó en un sapo aún más grande. Es un filósofo sereno y alegre, relajado, que nunca ve el mal en los demás, y habla con un extraño acento francés. Tiene la habilidad de convertirse en un sapo gigante y cruzar lagos y colinas en esta forma, mientras que en batalla puede usar su "mandíbula" para atacar a todos los enemigos a la misma vez. Su arma de preferencia es el florete y usa hechizos de apoyo y transportación.
  - Clan: Saltador.
  - Edad: 18 años.
  - Fecha de Nacimiento: 03/03.
  - Altura: 160 cm.
  - Peso: 88 kg.
  - Tipo de Sangre: O.

- Spar Gas (llamado Aspara en la versión japonesa), Hierba Sabia. Es un hombre de pasto, uno de los últimos de su raza, capaz de comunicarse con los árboles. Se une al grupo tras ser rescatado por Ryu de su prisión como fenómeno de circo. Spar es incapaz de tener sentimientos y mira todo con lógica, aunque empieza a comprender el sentido de la amistad en el transcurso de sus viajes. Si lidera al equipo, puede guiarlos a través de los bosques. Spar pelea usando un látigo y en batalla puede invocar el poder de la naturaleza, con efectos varios. Adicionalmente, puede usar varios tipos de magia.
  - Clan: Hombre de Pasto.
  - Edad: 111 años (17 años humanos).
  - Fecha de Nacimiento: 02/02.
  - Altura: 181 cm.
  - Peso: 58 kg.
  - Tipo de Sangre: Desconocido.

- Bleu (llamada Deece en la versión japonesa), Gran Hechicera. Se trata de la poderosa maga que destruyó a la diosa Myria en dos ocasiones. Tras la primera, quedó sumida en un sueño eterno para que un héroe la despertara si se la necesitara; cuando esto ocurrió, volvió a sellar a la diosa y a su sueño. Si Ryu la localiza, Bleu se unirá al grupo, capaz de invocar los hechizos más poderosos que existen y de renovar su propia fuerza vital "mudando" de piel. Tiene un carácter egocéntrico y bromista, sin embargo, debido a todo el tiempo que ha durado su sueño, ha olvidado varias de sus habilidades.

### Otros personajes
- Ganer B., Padre. El padre de Ryu y un pastor de la Iglesia de St. Eva. En la destrucción de Evrai, hogar de Sta.Eva, es quien transforma los rezos en energía para el dios de Sta.Eva (contra su voluntad). Ryu destruye las máquinas que lo obligaban a hacer esto, sin saber que este viejo es su padre. En esta batalla el jugador puede elegir si matarlo o no, y esto puede cambiar el final del juego.
- Valerie M., Madre. Se trata de la madre de Ryu, aparentemente fallecida cuando éste era un niño pequeño.(En realidad, se sacrifica y se transforma en dragón pero sigue viva y es el dragón blanco que encuentras al principio, para sellar un portal del cual salen monstruos)
- Yua B., Hermana. La hermana menor de Ryu, igualmente desaparecida de su vida desde que se separó de ella en el pueblo de Gate.
- Patty Smith, Dama Ladrona. Es una ladrona por profesión con alas de murciélago que mete al grupo de Ryu en varios problemas durante sus viajes, aunque también los auxilia en muchas situaciones peligrosas. Puede o no ser Yua, la hermana de Ryu (depende de como uno interprete el juego).
- Ray Bradoc, Dragón Negro. Ray es un hombre de buen corazón que predica las enseñanzas de St. Eva (sin saber de la verdadera naturaleza de esta fe) y ayuda a Ryu en más de una ocasión.
- Mina Windia, Princesa. Es la hermana menor de Nina y la subsecuentemente la princesa de Windia. La búsqueda de su mascota perdida desencadena la historia del juego.

### La Religión de St. Eva
El Evanismo es la religión predominante en Breath of Fire 2, y juega un papel muy importante en la historia del juego. Tiene un gran parecido con el catolicismo y jerárquicamente parece estar compuesto de la misma forma. Los Evanistas creen en las enseñanzas de St. Eva, el enviado del Dios Padre, Evans, y en la Iglesia fundada por Habaruku.
- Las iglesias Evanistas están dispersas en la mayoría de ciudades del juego. Cuando Ryu entra a una Iglesia de St. Eva, puede hablar con el padre de dicho lugar, el cual le ofrece varios servicios.
  - Guardar la partida actual (al igual que se puede hacer al rezarle al Dios Dragón).
  - Hacer una Consulta con el padre sobre una situación en particular. El padre escuchará las inquietudes del grupo en nombre de St. Eva.
    - Dudas sobre el Viaje. El padre sugerirá que hacer o a dónde ir para completar tu misión y objetivo actual.
    - Preguntar sobre un Amigo, para que el sacerdote de su opinión de la relación entre el personaje que lidere al grupo y al resto del mismo.
    - Consultar sobre Mi Mismo, es decir, sobre el personaje que lidere al grupo. El padre dará una breve opinión sobre el personaje en cuestión.

  - Dar una Donación a la Iglesia de St. Eva. El padre tomará 100 monedas de tu presupuesto y usará el dinero para esparcir las enseñanzas de St. Eva. Si el jugador no tiene dinero y pide una donación, el religioso le entregará dinero como acto de caridad.
    - Adicionalmente, una vez que el jugador haya donado cierta suma de dinero, el clérigo le otorgará un objeto llamado EvansBib o St. Eva's Book, que contiene las palabras del Padre Evans, o lo que es lo mismo, una Biblia Evanista.

- Habaruku es el fundador de la Iglesia de St. Eva y de la ciudad Evanista de Evrai. Habaruku instauró un sistema de iglesias en las ciudades del mundo para la adoración de St. Eva, las cuales se mantienen gracias a las donaciones de los creyentes. Además, Haburuku siempre está buscando expandir la influencia del Evanismo alrededor del mundo. Radica en la Alta Iglesia de Evrai, donde solo los creyentes más fieles pueden entrar y escuchar sus sermones.
- St. Eva al parecer fue el profeta que instauró las enseñanzas que llegarían a ser conocidas como Evanismo. Estas enseñanzas son:

El Dios de St. Eva y sus hijos traspasarán el tiempo y el lugar. / Las voces de nuestras oraciones romperán a través de la oscuridad. / Todos nuestros pensamientos serán llevados hacia uno, la esperanza hace el corazón pacífico. / Abandona el egoísmo y simplemente reza, se convertirá en el amor sin límites de nuestro Dios. / Continúa amando sólo a nuestro Dios, abandona el odio. / Entre la oscuridad rompiéndose, podemos ver a nuestro Dios...
- Evan es el nombre de Dios en el Evanismo. Según los Evanistas, quien le reza a Evan por un mundo lleno de amor y paz le dará fuerzas a su Dios para que logre lo pedido.

### Antagonista principal
Deathevn es el nombre que se le da a La Cicatriz, la descendencia de Myria, la Diosa de la Destrucción en Breath of Fire I. Deathevn es algo que la Diosa dejó detrás de ella cuando fue derrotada. Se le puede llamar la semilla del mal. Se alimenta de los temores, desesperación, odio, celos y otros sentimientos negativos de la gente y crece de ellos. Supuestamente llegará el día en que Deathevn crezca con gran poder, y se convierta en el enemigo del mundo.
Aun así, Deathevn está sellado en un lugar conocido como Infinity y no puede ser destruido hasta que tome forma y ataque al mundo. Supuestamente, solo cuando tome forma se abrirán las puertas a Infinity, y solo un individuo conocido como El Niño Destinado puede ingresar a ese espacio y hacerle frente a Deathevn.

## Sistema de combate
El sistema de combate del juego es tradicional en cuanto al género de videojuegos de rol; es decir, se ataca por turnos y el jugador tiene diferentes opciones para seleccionar como ataques. En este juego, cada personaje puede atacar con su arma, usar su habilidad especial, un hechizo, un objeto, defenderse, o huir de la batalla. Al derrotar al enemigo, los personajes reciben puntos de Experiencia (o "EXP"), y tras juntar cierto número de éstos pueden subir de nivel, lo cual aumenta sus características como fuerza, sabiduría, resistencia, entre otras.

### Sistema de Fusión Shaman
Sin embargo, Breath of Fire 2: The Fated Child ofrece ciertas innovaciones en su sistema de batalla. Uno de estos es el Sistema de Fusión de Shaman, el cual permite al jugador tratar de fusionar a sus personajes con un grupo de mujeres llamadas Shamanes, que representan a distintos elementos. Si la fusión es exitosa, el personaje fusionado recibe ciertos beneficios. Dependiendo de la fusión, sus estados de ataque, habilidades, y hasta apariencia pueden cambiar drásticamente, haciéndolos más útiles o dinámicos.

En el juego hay seis shamanes, dos que se encuentran obligatoriamente durante el viaje y cuatro que están ocultas. Estas son:
- Sana: (llamada Sanamo en la versión japonesa) Shamán de Fuego.
- Seso: Shamán de Agua.
- Spoo: Shamán de Viento.
- Solo: Shamán de Tierra.
- Seny: Shamán Santa.
- Shin: Shamán Diabólica.

Todas las shamanes son representadas como mujeres hermosas y esbeltas, a excepción de Solo, la Shamán de tierra, cuyo aspecto es robusto y obeso.

### Sistema Dragón
Además del sistema de Shamanes, Breath of Fire 2: The Fated Child cuenta con un sistema tradicional de la saga de Breath of Fire, llamado Sistema Dragón, el cual permite que Ryu Bateson aprenda técnicas de transformación a dragón. Si el jugador usa estas técnicas, Ryu pierde todo su poder mágico y morfa en un dragón (que varía dependiendo de la técnica usada) atacando a los enemigos y haciendo un daño respectivo a su poder mágico. El ataque solo dura un turno.

En este título, Ryu puede transformarse en:
- FirPuppy: Cachorro de Fuego. Ataca a un enemigo con el poder del fuego.
- IcePuppy: Cachorro de Hielo. Ataca a un enemigo con el poder del hielo.
- T.Puppy: Cachorro de Trueno. Ataca a un enemigo con el poder del trueno.
- FireDrgn: Dragón de Fuego. Ataca a todos los enemigos, sin afinidad elemental.
- IceDrgn: Dragón de Hielo. Ataca a todos los enemigos, sin afinidad elemental.
- T.Drgn: Dragón de Trueno. Ataca a todos los enemigos, sin afinidad elemental.
- G.Drgn: Gran Dragón. Ataca a todos los enemigos con el Dragón Supremo.
- Adicionalmente, Ryu puede aprender un poder Dragón llamado Anfini el cual debe usar para hacerle frente a Deathevn. Sin embargo, a cambio de Anfini (y consecuentemente del poder de salvar al mundo), Ryu debe hacer el sacrificio más grande. Una vez aprendido, Ryu simplemente advierte que "no puede usarlo"; sin embargo, en la última batalla, Anfini se describe como "toda la fuerza de Ryu". Se trata de, en efecto, el ataque más importante de todo el juego.

## Características adicionales

### Localidades del juego
Breath of Fire 2: The Fated Child posee, como la mayoría de videojuegos de rol, varios pueblos, reinos y ciudades qué visitar.
- HomeTown, el pueblo donde residían Ryu y Bow antes de iniciar su aventura. Tiene dos mansiones y una escuela de magia.
- TownShip, una comunidad fundada por el grupo de Ryu. Su contenido depende del jugador.
- Coursair, famoso por su coliseo donde los luchadores mueren peleando.
- Windia, el reino del Clan Alado.
- Capitan, una ciudad y puerto donde habitan varios carpinteros.
- SimaFort, el reino del Clan Saltador.
- Tunlan, un paraíso tropical donde la gente habla con música en lugar de palabras.
- HighFort, una fortaleza militar del Clan Tierra Alta.
- FarmTown, una ciudad rural habitada por el Clan Caparazón de Armadura.
- CotLand, sede del movimiento anti-Evanista.
- Guntz, famosa ciudad habitada por herreros y mecánicos.
- Gate, el pueblo natal de Ryu donde yace el Dragón Durmiente.
- Evrai, la capital del Evanismo. En esta ciudad solo pueden habitar los más fieles al Evanismo y, gracias a su Dios, nunca oscurece aquí.
- Dologany, una localidad misteriosa donde aparentemente habita el Clan Dragón.

### La Lágrima de Dragón
Existe un mecanismo innovador en el juego llamado "Lágrima de Dragón". En la historia de Breath of Fire 2, Ryu obtiene de su madre una joya llamada La Lágrima de Dragón, cuyo uso es ver a través de los corazones de las personas para revelar sus intenciones. En el juego, cuando Ryu habla con ciertos personajes, la Lágrima de Dragón aparece en su cuadro de texto, y su color cambia de acuerdo a lo que el personaje sienta hacia Ryu. Si es oscura o roja, el personaje odia a Ryu, o desagrada de él; pero si es de color verdoso o brilla con todos los colores, entonces el personaje quiere o ama a Ryu. Así mismo, en el menú del juego cada personaje tiene la Lágrima de Dragón en su pantalla de status, indicando lo que sienten hacia Ryu.

### TownShip
Otra característica notable de Breath of Fire 2: The Fated Child es el concepto de TownShip, un pueblo fundado por Ryu y su grupo. TownShip empieza como una simple casa en ruinas, pero tras ciertos eventos, el jugador debe escoger a un carpintero, que determina el estilo arquitectónico del pueblo, para expandirlo, dándole una casa a los personajes principales, un cuarto especial para experimentar el Sistema de Fusión de Shamán, y una estatua del Dios Dragón para guardar el juego.
De ese punto en adelante depende del jugador el progreso de TownShip. Pagando al carpintero para remodelarlo lo expande, pero el pueblo vacío no sirve de mucho; es por eso que el jugador debe "invitar" gente sin hogar a vivir en TownShip. Cada persona invitada tiene una habilidad completamente diferente. Por ejemplo, un inquilino puede ofrecer vender armas, mientras que otro ofrece acceso a la banda sonora del juego y otro simplemente te habla. Hay un número limitado de casas, por lo tanto, solo cierto número de personajes pueden ser invitados a vivir a TownShip, dándole un toque estratégico a la construcción del pueblo.
Aparte de todos los beneficios de tener un pueblo entero a su disposición, el jugador puede convertir a TownShip en un medio de transporte volador. En un punto específico en el juego, el "único" medio de transporte en vuelo se inhabilita; pero si el jugador puede reunir a dos personajes especiales, encontrando a uno oculto en cierta ciudad y a salvando a otro del enemigo, éstos usan sus poderes (el conocimiento de uno y el cuerpo del otro) para activar una máquina antigua oculta debajo de TownShip que le permita volar. Si TownShip vuela, el final del juego cambia considerablemente.

### Finales múltiples
Breath of Fire 2 consta con tres finales diferentes, que son accesibles de acuerdo a ciertas circunstancias.
- El Primer Final que se puede obtener es el final "malo". En un punto del juego, un personaje preguntará a Ryu si está dispuesto a enfrentar su destino. Si Ryu le responde que no, el personaje se alegrará, y tras eso una breve secuencia dará un final abrupto al juego.

(o sea, el fin del mundo)
- El Segundo Final puede obtenerse si se finaliza el juego sin haber descubierto el secreto de TownShip.(Ryu, al igual que su madre, se sacrifica y sella la puerta)
- El Tercer Final solo puede obtenerse si se finaliza el juego habiendo desarrollado la capacidad de vuelo de TownShip.(Ganer transporta a TownShip y hace que el pueblo cierra la puerta)

Cabe notar que en los finales donde los créditos son visibles, no se muestran los nombres de los desarrolladores o personas involucradas en la producción del videojuego, como se acostumbra en la mayoría de los casos, sino que aparecen los nombres completos de todos los personajes de la historia de Breath of Fire 2: The Fated Child.